# فهرست قنات‌های شهرستان نهاوند
جدول زیر بر اساس آمار وزارت جهاد کشاورزیتهیه شده‌است. فهرست زیر قنات‌های شهرستان نهاوند در استان همدان را نشان می‌دهد.
| نام قنات         | موقعیت                         | نزدیک‌ترین روستا  | طول قنات (متر) | تعداد میله چاه | عمق مادر چاه | دبی (لیتر بر ثانیه) | سطح زیر کشت (هکتار) |
| ---------------- | ------------------------------ | ---------------- | -------------- | -------------- | ------------ | ------------------- | ------------------- |
| احمدکریم         | بخش خزل شهرستان نهاوند         | برکلی            | ۶۰             | ۲              | ۸            | ۱۵                  | ۲۵                  |
| بارانی           | بخش خزل شهرستان نهاوند         | برجکی            | ۲۰۰            | ۱۰             | ۶            | ۱۵                  | ۳۰                  |
| بالاجوب          | بخشی نامعلوم در شهرستان نهاوند | بالاجوب          | ۵۰۰            | ۲۵             | ۱٫۵          | ۴۴                  | ۲۰                  |
| بام میر          | بخشی نامعلوم در شهرستان نهاوند | روستا نامعلوم    | ۱۵             | ۱              | ۱۵           | ۸                   | ۰                   |
| برجک             | بخشی نامعلوم در شهرستان نهاوند | عشوند            | ۱۵۰            | ۷              | ۵            | ۲۴                  | ۱۹۸                 |
| جلواباد          | بخش مرکزی شهرستان نهاوند       | حسین‌آباد         | ۵۰۰            | ۲۵             | ۸            | ۳۰                  | ۳۶                  |
| جنوب ازنهری      | بخش خزل شهرستان نهاوند         | ازنهری           | ۶۰۰            | ۳۰             | ۰            | ۳۱                  | ۰                   |
| جهاد آب          | بخشی نامعلوم در شهرستان نهاوند | جهان‌آباد         | ۶۰۰            | ۳۰             | ۷            | ۳۹                  | ۷                   |
| حاجی‌آباد نثار    | بخشی نامعلوم در شهرستان نهاوند | حاجی‌آباد         | ۰              | ۰              | ۰            | ۳۵                  | ۰                   |
| خشکه مرن         | بخش خزل شهرستان نهاوند         | قیلاب            | ۵۰             | ۳              | ۰            | ۱۲                  | ۲۰                  |
| داربید           | بخشی نامعلوم در شهرستان نهاوند | برجکی            | ۴۰۰            | ۲۰             | ۸            | ۳۵                  | ۶۳                  |
| دره ول کو        | بخشی نامعلوم در شهرستان نهاوند | زاین             | ۴۰۰            | ۲۰             | ۱۰           | ۴۱                  | ۲                   |
| رحمت الله خانی   | بخش خزل شهرستان نهاوند         | جعفرآباد         | ۲۰۰            | ۱۰             | ۰            | ۲۲                  | ۲۸                  |
| سالاری           | بخش خزل شهرستان نهاوند         | جعفرآباد سفلی    | ۰              | ۰              | ۰            | ۰                   | ۲۴                  |
| سراب بزرگ        | بخش مرکزی شهرستان نهاوند       | سفیدخالی         | ۲۵۰            | ۱۲             | ۰            | ۴۷                  | ۲۴۰                 |
| سراب کوچک        | بخشی نامعلوم در شهرستان نهاوند | روستا نامعلوم    | ۲۰۰            | ۱۰             | ۵            | ۳۶                  | ۰                   |
| سرموک            | بخش مرکزی شهرستان نهاوند       | روستا نامعلوم    | ۲۰۰۰           | ۱۰۰            | ۰            | ۵۲                  | ۰                   |
| سرپله            | بخش مرکزی شهرستان نهاوند       | روستا نامعلوم    | ۱۰۰            | ۵              | ۸            | ۱۹                  | ۶۰۰                 |
| سه دانگ جلالی    | بخش خزل شهرستان نهاوند         | ازنهری           | ۱۷۰۰           | ۸              | ۱۵           | ۴۸                  | ۳۰۰                 |
| سوخته زاده       | بخش خزل شهرستان نهاوند         | کهریزسلیم        | ۱۲۵۰           | ۶۰             | ۴۰           | ۲۵                  | ۲۲۰                 |
| شماره ۱          | بخش خزل شهرستان نهاوند         | چغاصراحی         | ۴۰۰            | ۲۰             | ۰            | ۳۲                  | ۲۴                  |
| شماره ۲          | بخش خزل شهرستان نهاوند         | چغاصرائیل        | ۴۰۰            | ۲۰             | ۱۰           | ۳۵                  | ۱۸                  |
| شماره ۳          | بخشی نامعلوم در شهرستان نهاوند | چغاصرائیل        | ۴۰۰            | ۲۰             | ۱۰           | ۴۴                  | ۱۴                  |
| شماره ۳ یاجوب    | بخش خزل شهرستان نهاوند         | ازنهری           | ۱۸۰۰           | ۹۰             | ۱۰           | ۳۹                  | ۶۰۰                 |
| فردشان           | بخش مرکزی شهرستان نهاوند       | نهران            | ۲۰۰۰           | ۱۰۰            | ۲۰           | ۴۰                  | ۸۰                  |
| قلعه میراب       | بخش خزل شهرستان نهاوند         | شعبان            | ۳۶             | ۳              | ۴            | ۱۲                  | ۳۶                  |
| قلعه میرزایی     | بخش خزل شهرستان نهاوند         | کله مار علیا     | ۶۰۰            | ۳۰             | ۷۰           | ۲۷                  | ۲۵                  |
| قنات             | بخش خزل شهرستان نهاوند         | قشلاق دهنول      | ۳۰۰            | ۱۵             | ۱۵           | ۳۴                  | ۶۸                  |
| قنات کهریز       | بخش خزل شهرستان نهاوند         | کهریزصلاح الدین  | ۲۳۰۰           | ۹۵             | ۲۵           | ۸۵                  | ۰                   |
| قناتبنی بیات     | بخشی نامعلوم در شهرستان نهاوند | کمک سفلی         | ۵۴۰            | ۲۶             | ۱۲           | ۳۰                  | ۲۵                  |
| مزرعه باغ        | بخشی نامعلوم در شهرستان نهاوند | دشت              | ۱۰۰۰           | ۵۰             | ۱۰           | ۴۹                  | ۱۸۰                 |
| میان دره         | بخش خزل شهرستان نهاوند         | برجکی            | ۱۵۰            | ۷              | ۶            | ۳۲                  | ۱۲                  |
| نام قنات نامعلوم | بخش مرکزی شهرستان نهاوند       | قشلاق بابا رستم  | ۱۰۰            | ۵              | ۳            | ۱۸                  | ۲۰                  |
| نام قنات نامعلوم | بخش مرکزی شهرستان نهاوند       | دشت              | ۱۰۰۰           | ۵۰             | ۰            | ۶۰                  | ۱۸۰                 |
| نام قنات نامعلوم | بخشی نامعلوم در شهرستان نهاوند | کوچه بدیع الزمان | ۵۰۰۰           | ۲۲۰            | ۰            | ۸۴                  | ۳۶۰                 |
| نام قنات نامعلوم | بخش مرکزی شهرستان نهاوند       | روستا نامعلوم    | ۳۰۰۰           | ۱۲۰            | ۰            | ۴۸                  | ۰                   |
| نام قنات نامعلوم | بخش مرکزی شهرستان نهاوند       | چناری            | ۳۰۰            | ۱۵             | ۶            | ۳۸                  | ۱۰۰                 |
| نام قنات نامعلوم | بخشی نامعلوم در شهرستان نهاوند | قیلاب            | ۱۵۰            | ۷              | ۳            | ۳۸                  | ۹۰                  |
| نام قنات نامعلوم | بخشی نامعلوم در شهرستان نهاوند | بدیع الزمان      | ۲۰۰            | ۱۰             | ۷            | ۲۲                  | ۲۴۰                 |
| نام قنات نامعلوم | بخشی نامعلوم در شهرستان نهاوند | حاجی‌آباد نثار    | ۱۰۰            | ۵              | ۴            | ۲۰                  | ۳۲                  |
| نام قنات نامعلوم | بخشی نامعلوم در شهرستان نهاوند | امیرآباد گوشه    | ۵۰۰            | ۲۵             | ۱۴           | ۴۰                  | ۸۴                  |
| نام قنات نامعلوم | بخشی نامعلوم در شهرستان نهاوند | حسین‌آباد         | ۱۰۰۰           | ۵۰             | ۴۵           | ۵۶                  | ۲۷۰                 |
| نام قنات نامعلوم | بخشی نامعلوم در شهرستان نهاوند | خیرقلی           | ۱۵۰            | ۶              | ۵            | ۲۲                  | ۶۰                  |
| نام قنات نامعلوم | بخشی نامعلوم در شهرستان نهاوند | روستا نامعلوم    | ۰              | ۰              | ۰            | ۰                   | ۰                   |
| چال کهریز        | بخش مرکزی شهرستان نهاوند       | ولی سیراب        | ۴۰۰            | ۲۰             | ۲۰           | ۱۶                  | ۱۲۰                 |
| چشمه             | بخش مرکزی شهرستان نهاوند       | ولی میراب        | ۳۰۰            | ۱۵             | ۱۵           | ۳۴                  | ۱۲۰                 |
| چشمه سفید        | بخش خزل شهرستان نهاوند         | روستا نامعلوم    | ۵۰۰            | ۲۵             | ۸            | ۴۵                  | ۰                   |
| چشمه کبود        | بخش خزل شهرستان نهاوند         | شهورآباد         | ۱۵۰            | ۶              | ۱۰           | ۱۴۰                 | ۱۲۰                 |
| چغاتپه           | بخشی نامعلوم در شهرستان نهاوند | روستا نامعلوم    | ۳۰۰            | ۱۵             | ۵            | ۳۸                  | ۰                   |
| چم کپه           | بخش مرکزی شهرستان نهاوند       | روستا نامعلوم    | ۱۰۰            | ۵              | ۸            | ۲۰                  | ۱۰۰                 |
| کرمعلی           | بخش خزل شهرستان نهاوند         | روستا نامعلوم    | ۷۰۰            | ۳۵             | ۲۰           | ۴۸                  | ۲۸                  |
| کشاورزی          | بخش خزل شهرستان نهاوند         | روستا نامعلوم    | ۱۵۰            | ۷              | ۱۶           | ۱۸                  | ۳۰۰                 |
| کهریز            | بخش مرکزی شهرستان نهاوند       | حسین‌آباد گیان    | ۵۰۰            | ۲۵             | ۱۵           | ۵۸                  | ۱۵۶                 |
| کهریز            | بخش خزل شهرستان نهاوند         | دره ابراهیم      | ۱۰۰            | ۵              | ۱۲           | ۱۶                  | ۱۲                  |
| کهریز            | بخش خزل شهرستان نهاوند         | کهریزنوسلیم      | ۱۰۰            | ۵۵             | ۴۰           | ۶۰                  | ۲۰۰                 |
| کهریز            | بخشی نامعلوم در شهرستان نهاوند | بانه سره         | ۵۷۰            | ۲۵             | ۲۰           | ۳۰                  | ۱۴                  |
| کهریز            | بخشی نامعلوم در شهرستان نهاوند | عشوند            | ۲۰۰            | ۱۰             | ۲۰           | ۳۲                  | ۱۶۰                 |
| کهریز            | بخش خزل شهرستان نهاوند         | برجک             | ۶۰             | ۳              | ۰            | ۱۲                  | ۲۰                  |
| کهریز بالا       | بخش خزل شهرستان نهاوند         | محمدگپ علیا      | ۱۲۰            | ۶              | ۷            | ۲۰                  | ۶                   |
| کهریز پایین      | بخش خزل شهرستان نهاوند         | محمدگپ علیا      | ۲۰۰            | ۱۰             | ۲۰           | ۱۸                  | ۰                   |
| کپ               | بخشی نامعلوم در شهرستان نهاوند | زرینی            | ۱۷۰۰           | ۸۵             | ۱۸           | ۵۲                  | ۴۰۰                 |
| کیوگی            | بخش خزل شهرستان نهاوند         | کیوگی            | ۸۰۰            | ۴۰             | ۱۵           | ۳۰                  | ۱۰۰                 |
| گاشمال           | بخشی نامعلوم در شهرستان نهاوند | سفیدخانی         | ۲۰۰            | ۱۰             | ۳            | ۲۴                  | ۲۴۰                 |
| گولیه            | بخش خزل شهرستان نهاوند         | کهریزجمال        | ۱۰۰۰           | ۵۰             | ۱۸           | ۵۵                  | ۸۰                  |
| یاوری            | بخش خزل شهرستان نهاوند         | جعفرآباد علیا    | ۲۵۰            | ۱۲             | ۸            | ۴۲                  | ۲۴                  |